# Rising Star (Magyarország, első évad)
A Rising Star című licencszerződésen alapuló zenei tehetségkutató műsor első évadja 2014. október 26-án vette kezdetét a TV2-n. A műsor magyar verziója követi az eredeti izraeli HaKokhav HaBa című show-műsorban alkalmazott szabályrendszert.
A Sztárban sztár első évadjának döntőjében jelentették be, hogy 2014-ben elindul a Rising Star Magyarországon. Az előválogatókat 2014. június 26. és 29. között a budapesti Akvárium klubban tartották.
A versenyzők az Instagramon is jelentkezhettek, egy videót kellett feltölteniük magukról a műsor oldalára. Az egyik élő adásba az a versenyző is bekerült, aki az Instagramon jelentkezett.
A show műsorvezetői Ördög Nóra és Majka, a zsűritagok pedig Kerényi Miklós Gábor, Pásztor Anna, Feke Pál és Mező Misi voltak.
Az évad tizenhat részes volt, vasárnaponként sugározta a TV2. A döntőre 2015. február 15-én került sor, ahol az évad győztese Várhegyi Lucas Palmira lett.

## A műsorról
A Rising Star egy izraeli formátum, forgalmazója a Keshet Media Group. A műsor Hakokav Hava (A következő csillag) címmel az izraeli Channel 2 csatornán került először adásba 2013 szeptemberében, ahol az első adás nézettségi rekordot döntött. Ezután több ország televíziótársasága is megvásárolta a sugárzási jogokat.
2013 decemberében hozták nyilvánosságra, hogy a TV2 elindítja a műsort Magyarországon.
2014. szeptember 4-én, a TV2 csoport őszi sajtótájékoztatóján hivatalosan is bejelentették, hogy az egyik műsorvezető a konkurens csatornától, az RTL Klubtól átigazolt Ördög Nóra lesz. A műsorvezető a külföldi változatokból készült fel, igaz a magyar műsor egy kicsit más volt, hazai igényekre szabták. A másik házigazda Majoros Péter Majka volt, aki a Super TV2-n futó háttérműsort is vezette.
Szeptember 15-én bejelentették a zsűri tagjait: Kerényi Miklós Gábor (KERO) rendező, a Budapesti Operettszínház igazgatója; Pásztor Anna, az Anna and the Barbies zenekar énekesnője; Feke Pál színész, musicalénekes; Mező Misi, a Magna Cum Laude frontembere, aki 2012-ben a The Voice – Magyarország hangja című tehetségkutató zsűritagja volt.

### A szavazás
Bővebben: Rising Star szavazás
A műsor különlegessége, a többi tehetségkutatóval szemben, hogy minden televíziónéző egy ingyenes mobil applikáción keresztül szavazhat az énekesekre. Ezt az alkalmazást 2014. október 13-tól ingyenesen lehetett letölteni Android, iOS vagy Windows Phone operációs rendszert futtató okostelefonokra, táblagépekre. A szavazás során a nézőnek azt kellett eldöntenie, hogy tetszik-e az éppen látott produkció vagy nem. Ha igen, a kék nyilat kellett jobbra csúsztatni, ha nem, akkor a piros nyilat balra.

### A műsor menete
- Zsűriszoba adások
- Meghallgatások
- Párbajok
- Döntők
- Finálé

## Zsűriszoba válogatás
A műsor első adása október 26-án, a Sztárban sztár második évadjának döntője után került adásba. Ebben az első válogató adásban a zsűri azokat az énekeseket választotta ki, akik majd az élő show-ban mutathatják meg tehetségüket, ahol továbbjutásukról már a nézők is döntenek. A versenyzőket elkísérték a családtagjaik, barátaik is a válogatásra, akik a csak produkciót hallgathatták meg, viszont a zsűri értékelését már nem. A zsűriszobából távozó versenyzők két ajtón hagyhatták el a helyiséget: a kék ajtó jelentette a továbbjutást, a piros ajtó pedig a kiesést.
A tehetségkutató november 2-án már részben élőben, a show stúdiójából jelentkezett. A második adásban egyrészt folytatódott az énekesek kiválasztása, valamint bemutatták, hogy hogyan lehet letölteni és használni a műsor okostelefonra fejlesztett ingyenes applikációját és annak segítségével, miként tud a néző a későbbiekben beavatkozni az énekesek sorsába. Zárásként egy tesztszavazást tartottak, mely során felemelték a show 4 tonnás LED-falát. Az adás végére megháromszorozódott az alkalmazást letöltők száma, ami elérte a 130 ezer letöltést. Ennek köszönhetően a Rising Star vezette az App Store és a Google Play ingyenesen letölthető applikációinak ranglistáját is.

### Az élő show-ba jutott versenyzők
| Továbbjutók                      | Továbbjutók                    | Továbbjutók                               | Továbbjutók                   |
| -------------------------------- | ------------------------------ | ----------------------------------------- | ----------------------------- |
| Abbe Lewis (24) Budapest         | Gondi Helén (24) Budapest      | Mráz Anita (23) Budapest                  | Stepa Erika (17) Oroszlány    |
| AB Duó (22, 20) Budapest, Cegléd | Gyémánt Valentin (37) Budapest | Nagy Gréta (20) Salgótarján               | Szabó Anita (19) Békéscsaba   |
| Ádám Krisztián (19) Miskolc      | Havasi Alexandra (21) Pocsaj   | Orsovai Renáta (22) Székesfehérvár        | Szabó ikrek (19, 19) Izsa     |
| Beny és Michel (38, 39) Budapest | Heiser Ádám (29) Budapest      | Palmer Izsák (18) Bécs                    | Szakács Gergő (23) Budapest   |
| Burai Renátó (21) Budapest       | Horváth Martin (14) Aszód      | Peter Srámek (21) Vágsellye               | Szén Alexandra (15) Várpalota |
| Czibi Norbert (30) Püspökladány  | Karczagi János (40) Budapest   | Samu Kriszta Mazsi (28) Budapest          | Takáts Máté (20) Budapest     |
| Édelmann Szófia (18) Pécs        | Király Martina (43) Budapest   | Sárközi Lili és Józsi (17, 15) Budapest   | Tarsoly Arnold (24) Vésztő    |
| Farkas Péter (19) Szikszó        | Kovács Gyopár (15) Budapest    | Singh Viki (27) Budapest                  | Udvarias Anna (46) Budapest   |
| Fehérvári Gábor Alfréd (24) Győr | Mező Dorottya (20) Gyöngyös    | Sipos Rigó Mónika (33) Csallóközcsütörtök | Verba Barna (18) Szeged       |

## Meghallgatások
A meghallgatások során már a nézők is dönthettek az versenyzők sorsáról. Innentől lépett életbe az applikációval történő, a zsűri és a nézők közötti megosztott szavazás. A négytagú szakmai zsűri egy-egy tagja a szavazatok 7%-áról rendelkezett, a fennmaradó 72% a nézők döntése alapján alakult ki. Ha a versenyző produkciója elérte a 70%-ot, akkor felemelkedett a fal, azaz az énekes továbbjutott a következő fordulóba, azaz a párbajadásba. Az első meghallgatás november 9-én került képernyőre.
| – A zsűritag igennel szavazott a versenyző produkciójára (+7%) |
| – A zsűritag nemmel szavazott a versenyző produkciójára        |
| – A versenyző kiesett                                          |

Ha egy zsűritag tartózkodott, tehát nem szavazott az idő lejárta előtt az adott produkcióra, akkor a rendszer automatikusan nemnek vette a szavazatát. Ez csak egyetlen alkalommal, az első meghallgatáson, Gyémánt Valentin előadása során fordult elő, ahol Pásztor Anna és Mező Misi is tartózkodott.

### 1. meghallgatás (november 9.)
| #  | Előadó                 | Dal                                | Eredmény (%) | Zsűri választása | Zsűri választása | Zsűri választása | Zsűri választása |
| #  | Előadó                 | Dal                                | Eredmény (%) | Mező Misi        | Feke Pál         | Pásztor Anna     | KERO             |
| -- | ---------------------- | ---------------------------------- | ------------ | ---------------- | ---------------- | ---------------- | ---------------- |
| 1  | Gyémánt Valentin       | „Térden állva jövök hozzád”        | 37%          |                  |                  |                  |                  |
| 2  | Szabó Anita            | „Meghalok, hogyha rám nézel”       | 81%          |                  |                  |                  |                  |
| 3  | AB Duó                 | „Wake Me Up”                       | 61%          |                  |                  |                  |                  |
| 4  | Kovács Gyopár          | „Nélküled”                         | 80%          |                  |                  |                  |                  |
| 5  | Beny és Michel         | „Danza Kuduro”                     | 80%          |                  |                  |                  |                  |
| 6  | Fehérvári Gábor Alfréd | „Jó nekem”                         | 80%          |                  |                  |                  |                  |
| 7  | Édelmann Szófia        | „Party In The U.S.A.”              | 33%          |                  |                  |                  |                  |
| 8  | Takáts Máté            | „Paint It Black”                   | 77%          |                  |                  |                  |                  |
| 9  | Udvarias Anna          | „It’s Raining Men”                 | 74%          |                  |                  |                  |                  |
| 10 | Ádám Krisztián         | „Rád gondolok és a sírás fojtogat” | 76%          |                  |                  |                  |                  |
| 11 | Fórizs Olivér          | „When You Say Nothing at All”      | 87%          |                  |                  |                  |                  |
| 12 | Mráz Anita             | „One Moment in Time”               | 77%          |                  |                  |                  |                  |

Az Instagramon jelentkezők közül a zsűri Fórizs Olivért választotta, így ő is bekerült az élő adásba. Az élő adás során összesen 1,17 millió szavazat érkezett a versenyzőkre a mobil applikáción keresztül, amit az adás végére 224 ezren töltöttek le.

### 2. meghallgatás (november 16.)
| #  | Előadó                 | Dal                           | Eredmény (%) | Zsűri választása | Zsűri választása | Zsűri választása | Zsűri választása |
| #  | Előadó                 | Dal                           | Eredmény (%) | Mező Misi        | Feke Pál         | Pásztor Anna     | KERO             |
| -- | ---------------------- | ----------------------------- | ------------ | ---------------- | ---------------- | ---------------- | ---------------- |
| 1  | Havasi Alexandra       | „Sweet Child o’ Mine”         | 37%          |                  |                  |                  |                  |
| 2  | Abbe Lewis             | „Kinek mondjam el vétkeimet?” | 86%          |                  |                  |                  |                  |
| 3  | Farkas Péter           | „Troublemaker”                | 32%          |                  |                  |                  |                  |
| 4  | Verba Barna            | „Szállj el, kismadár!”        | 41%          |                  |                  |                  |                  |
| 5  | Palmer Izsák           | „Szexepilem”                  | 74%          |                  |                  |                  |                  |
| 6  | Karczagi János         | „The Winner Takes It All”     | 38%          |                  |                  |                  |                  |
| 7  | Singh Viki             | „A fák is siratják”           | 82%          |                  |                  |                  |                  |
| 8  | Szabó ikrek            | „Szőkével álmodtam”           | 42%          |                  |                  |                  |                  |
| 9  | Orsovai Renáta         | „Színezd újra”                | 77%          |                  |                  |                  |                  |
| 10 | Czibi Norbert          | „You Are So Beautiful”        | 85%          |                  |                  |                  |                  |
| 11 | Várhegyi Lucas Palmira | „Hamu és gyémánt”             | 73%          |                  |                  |                  |                  |
| 12 | Peter Srámek           | „Még nem veszíthetek”         | 78%          |                  |                  |                  |                  |

Az adás napján, 16 órától, a budapesti Árkád bevásárlóközpontban élő castingot rendeztek. A jelentkezők közül a Rising Star zsűrije kiválasztotta a legjobb énekest, aki már ebben az élő adásban a fal előtt bizonyíthatott. Így került be a műsorba Várhegyi Lucas Palmira. Az adás végére a Rising Star applikáció letöltéseinek száma elérte a 270 ezret.

### 3. meghallgatás (november 23.)
–  Vigaszágon továbbjutott versenyző
| #  | Előadó                | Dal                           | Eredmény (%) | Zsűri választása | Zsűri választása | Zsűri választása | Zsűri választása |
| #  | Előadó                | Dal                           | Eredmény (%) | Mező Misi        | Feke Pál         | Pásztor Anna     | KERO             |
| -- | --------------------- | ----------------------------- | ------------ | ---------------- | ---------------- | ---------------- | ---------------- |
| 1  | Gondi Helén           | „I Wanna Dance With Somebody” | 91%          |                  |                  |                  |                  |
| 2  | Szakács Gergő         | „Szabadítsd fel!”             | 36%          |                  |                  |                  |                  |
| 3  | Stepa Erika           | „Halo”                        | 73%          |                  |                  |                  |                  |
| 4  | Nagy Gréta            | „Love Me Again”               | 43%          |                  |                  |                  |                  |
| 5  | Sipos Rigó Mónika     | „Aranyeső”                    | 39%          |                  |                  |                  |                  |
| 6  | Tarsoly Arnold        | „Adj hitet!”                  | 72%          |                  |                  |                  |                  |
| 7  | Mező Dorottya         | „Rather Be”                   | 22%          |                  |                  |                  |                  |
| 8  | Király Martina        | „Márti dala”                  | 66%          |                  |                  |                  |                  |
| 9  | Samu Kriszta Mazsi    | „Ragyog a szívem”             | 70%          |                  |                  |                  |                  |
| 10 | Burai Renátó          | „Holnaptól”                   | 45%          |                  |                  |                  |                  |
| 11 | Heiser Ádám           | „I Feel Good”                 | 71%          |                  |                  |                  |                  |
| 12 | Sárközi Lili és Józsi | „Híd a folyót”                | 75%          |                  |                  |                  |                  |
| 13 | Horváth Martin        | „We All”                      | 59%          |                  |                  |                  |                  |
| 14 | Szén Alexandra        | „Someone Like You”            | 83%          |                  |                  |                  |                  |

A 3. meghallgatáson tizennégy énekes lépett színpadra, de már csak nyolc szabad hely volt a Top 24-es mezőnyben. Viszont csak hét versenyző érte el a továbbjutáshoz szükséges 70%-ot, így végül a zsűrinek kellett megneveznie egy kieső helyen álló előadót, aki még bejutott a következő fordulóba. A zsűri Király Martinát választotta. Az adás végére 320 ezren töltötték le a műsor applikációját.

## Párbajok
A párbajadásokban a meghallgatásokról továbbjutott Top 24-es mezőny lefeleződött. A versenyzőket a műsor zsűritagjai párokba állították, de csak a páros egyik tagja juthatott tovább a következő fordulóba. Egy párbaj két versenyző egy-egy szólóprodukciójából állt. Elsőként az egyik versenyző – fal nélkül – adta elő produkcióját, és ezzel felállított egy adott százalékot. Ezután következett a második versenyző, akinek már leengedett fal előtt kellett énekelnie. Ha a második énekes produkciója több százalékot ért el, mint az elsőé, akkor felemelkedett a fal, és a második versenyző jutott tovább a következő fordulóba, míg az első versenyző kiesett. Ha a második versenyző nem emelte fel a falat (tehát kevesebb százalékot ért el, mint az első énekes), akkor ő esett ki a versenyből, és az első versenyző jutott tovább.
| – A versenyző továbbjutott |
| – A versenyző kiesett      |

### 1. párbaj (november 30.)
| # | Előadó                 | Dal                          | Eredmény (%) | Zsűri választása | Zsűri választása | Zsűri választása | Zsűri választása |
| # | Előadó                 | Dal                          | Eredmény (%) | Mező Misi        | Feke Pál         | Pásztor Anna     | KERO             |
| - | ---------------------- | ---------------------------- | ------------ | ---------------- | ---------------- | ---------------- | ---------------- |
| 1 | Samu Kriszta Mazsi     | „Are You Gonna Be My Girl”   | 56%          |                  |                  |                  |                  |
| 1 | Szén Alexandra         | „Sorskerék”                  | 74%          |                  |                  |                  |                  |
| 2 | Abbe Lewis             | „Cups”                       | 70%          |                  |                  |                  |                  |
| 2 | Fehérvári Gábor Alfréd | „Use Somebody”               | 76%          |                  |                  |                  |                  |
| 3 | Kovács Gyopár          | „All of Me”                  | 78%          |                  |                  |                  |                  |
| 3 | Várhegyi Lucas Palmira | „Magyarország”               | 74%          |                  |                  |                  |                  |
| 4 | Tarsoly Arnold         | „Lay Me Down”                | 60%          |                  |                  |                  |                  |
| 4 | Czibi Norbert          | „You Raise Me Up”            | 83%          |                  |                  |                  |                  |
| 5 | Takáts Máté            | „I Got Life”                 | 53%          |                  |                  |                  |                  |
| 5 | Palmer Izsák           | „They Don’t Care About Us”   | 75%          |                  |                  |                  |                  |
| 6 | Stepa Erika            | „Könnyek az esőben”          | 60%          |                  |                  |                  |                  |
| 6 | Singh Viki             | „Somewhere over the Rainbow” | 84%          |                  |                  |                  |                  |

### 2. párbaj (december 7.)
| # | Előadó                | Dal                            | Eredmény (%) | Zsűri választása | Zsűri választása | Zsűri választása | Zsűri választása |
| # | Előadó                | Dal                            | Eredmény (%) | Mező Misi        | Feke Pál         | Pásztor Anna     | KERO             |
| - | --------------------- | ------------------------------ | ------------ | ---------------- | ---------------- | ---------------- | ---------------- |
| 1 | Beny és Michel        | „Vivir Mi Vida”                | 28%          |                  |                  |                  |                  |
| 1 | Sárközi Lili és Józsi | „Part-Time Lover”              | 77%          |                  |                  |                  |                  |
| 2 | Szabó Anita           | „Hit the Road Jack”            | 60%          |                  |                  |                  |                  |
| 2 | Heiser Ádám           | „Broken Vow”                   | 66%          |                  |                  |                  |                  |
| 3 | Gondi Helén           | „Barna lány”                   | 77%          |                  |                  |                  |                  |
| 3 | Orsovai Renáta        | „Something’s Got a Hold on Me” | 62%          |                  |                  |                  |                  |
| 4 | Peter Srámek          | „Unchained Melody”             | 78%          |                  |                  |                  |                  |
| 4 | Fórizs Olivér         | „Just the Way You Are”         | 73%          |                  |                  |                  |                  |
| 5 | Udvarias Anna         | „Flashdance… What a Feeling”   | 66%          |                  |                  |                  |                  |
| 5 | Király Martina        | „As”                           | 56%          |                  |                  |                  |                  |
| 6 | Ádám Krisztián        | „Where Do I Begin?”            | 73%          |                  |                  |                  |                  |
| 6 | Mráz Anita            | „Hopelessly Devoted to You”    | 72%          |                  |                  |                  |                  |

## Döntők
A párbajadások után kialakult a Rising Star Top 12-es mezőnye. Azonban, mivel a rajongók nagy részének nem tetszett egyes versenyzők párbajon való kiesése, a zsűri és a műsor készítői úgy döntöttek, hogy a párbajok vesztesei közül egy versenyző vigaszágon visszakerülhet a döntőkbe. Az első döntő végén, a verseny hivatalos weboldalán egy ingyenes szavazást indítottak, melynek első öt helyezettje – Abbe Lewis, Fórizs Olivér, Mráz Anita, Orsovai Renáta és Várhegyi Lucas Palmira – élő adásban újra bizonyíthatott a zsűri és a nézők előtt. A legmagasabb százalékot elérő énekes, azaz Várhegyi Lucas Palmira csatlakozhatott tizenharmadikként a döntősökhöz.
A döntők szabályai az alkalmazott kétféle rendszer szerint:
- Küszöbszázalékos rendszer
A küszöbszázalékos rendszer döntői során minden versenyző fal mögött énekelt. Ha egy énekes elérte az előre meghatározott százalékot, felemelkedett a fal, ezáltal a versenyző automatikusan továbbjutott a következő adásba. Azok az énekesek, akik kevesebb százalékot értek el, mint a küszöbérték – és így nem emelték fel a falat – az úgynevezett Veszélyzónába kerültek. Ezt a rendszert az első, a második, a harmadik és az ötödik döntőben alkalmazták.
- Erőpróba-rendszer
Az Erőpróba-adásokban a versenyzőket párokba rendezték, és nekik egy párbaj keretein belül kellett összemérniük az erejüket. A párokból a magasabb százalékot elérő énekesek automatikusan továbbjutottak a következő adásba, míg az alacsonyabb százalékot elérő énekesek a Veszélyzónába kerültek. Ezt a rendszert a negyedik és a hatodik döntőben alkalmazták.

Az adások végén a legkevesebb százalékot elérő versenyzőnek párbajoznia kellett a továbbjutásért az általa választott, Veszélyzónában levő énekessel. A párbajellenfél-választás után a többi Veszélyzónás versenyző automatikusan továbbjutott a következő adásba. A párbaj során az első énekes – aki a legkevesebb százalékot érte el – fal nélkül énekelt, és ezzel felállított egy adott százalékot. Ezután következett a második versenyző, akinek már leengedett fal előtt kellett énekelnie. Ha a második énekes produkciója több százalékot ért el, mint az elsőé, akkor felemelkedett a fal, és a második versenyző jutott tovább a következő adásba, míg az első versenyző kiesett. Ha a második versenyző nem emelte fel a falat (tehát kevesebb százalékot ért el, mint az első énekes), akkor ő esett ki a versenyből, és az első versenyző jutott tovább.
A versenyzők összesített eredményei
| – A legmagasabb százalékot elérő versenyző |
| – A párbajozó versenyzők                   |
| – A versenyző kiesett                      |

| #       | Versenyző              | 1. döntő (december 14.)   | 2. döntő (december 21.)             | 3. döntő (január 4.)[1]      | 4. döntő (január 11.)       | 5. döntő (január 18.)     | 6. döntő (január 25.)       | 7. döntő (február 1.)      | Elődöntő (február 8.)    | Döntő (február 15.)                 | Döntő (február 15.)       | Döntő (február 15.)        |                        |
| #       | Versenyző              | 1. döntő (december 14.)   | 2. döntő (december 21.)             | 3. döntő (január 4.)[1]      | 4. döntő (január 11.)       | 5. döntő (január 18.)     | 6. döntő (január 25.)       | 7. döntő (február 1.)      | Elődöntő (február 8.)    | 1. kör                              | 2. kör                    | 3. kör                     |                        |
| ------- | ---------------------- | ------------------------- | ----------------------------------- | ---------------------------- | --------------------------- | ------------------------- | --------------------------- | -------------------------- | ------------------------ | ----------------------------------- | ------------------------- | -------------------------- | ---------------------- |
| 1.      | Várhegyi Lucas Palmira | Nem vett részt            | Vigaszágon továbbjutott             | 5. 79%                       | 1. 86%                      | 1. 84%                    | 4. 75%                      | 1. 81%                     | 1. 79%                   | 1. 53%                              | 1. 56%                    | Győztes 52,51%             |                        |
| 2.      | Czibi Norbert          | 1. 85%                    | 2. 86%                              | 2. 83%                       | 2. 78%                      | 3. 81%                    | 1. 79%                      | 3. 78%                     | 2. 74%                   | 1. 53%                              | 2. 54%                    | 2. helyezett 52,15%        |                        |
| 3.      | Peter Šrámek           | 3. 83%                    | 5. 79%                              | 8. 73%                       | 5. 68%                      | 9. 54%                    | 2. 78%                      | 3. 78%                     | 5. 58%                   | 3. 50%                              | 3. 53%                    | 3. helyezett a döntőben    |                        |
| 4.      | Fehérvári Gábor Alfréd | 6. 73%                    | 3. 85%                              | 6. 75%                       | 6. 55%                      | 2. 83%                    | 6. 63%                      | 5. 70%                     | 3. 72%                   | 4. 49%                              | 4. helyezett a döntőben   | 4. helyezett a döntőben    |                        |
| 5.      | Singh Viki             | 5. 77%                    | 1. 89%                              | 3. 81%                       | 4. 76%                      | 5. 72%                    | 3. 77%                      | 2. 79%                     | 4. 70%                   | Kiesett a 8. döntőben               | Kiesett a 8. döntőben     | Kiesett a 8. döntőben      |                        |
| 6.      | Gondi Helén            | 2. 84%                    | 3. 85%                              | 3. 81%                       | 2. 78%                      | 6. 70%                    | 5. 73%                      | 6. 66%                     | 6. 43%                   | Kiesett a 8. döntőben               | Kiesett a 8. döntőben     | Kiesett a 8. döntőben      |                        |
| 7.      | Kovács Gyopár          | 10. 62%                   | 10. 43%                             | 11. 43%                      | 10. 40%                     | 7. 64%                    | 7. 57%                      | 7. 40%                     | Kiesett a 7. döntőben    | Kiesett a 7. döntőben               | Kiesett a 7. döntőben     | Kiesett a 7. döntőben      | Kiesett a 7. döntőben  |
| 8.      | Szén Alexandra         | 8. 69%                    | 8. 63%                              | 1. 86%                       | 8. 48%                      | 4. 79%                    | 8. 44%                      | Kiesett a 6. döntőben      | Kiesett a 6. döntőben    | Kiesett a 6. döntőben               | Kiesett a 6. döntőben     | Kiesett a 6. döntőben      | Kiesett a 6. döntőben  |
| 9.      | Palmer Izsák           | 4. 80%                    | 6. 75%                              | 6. 75%                       | 6. 55%                      | 8. 60%                    | Kiesett az 5. döntőben      | Kiesett az 5. döntőben     | Kiesett az 5. döntőben   | Kiesett az 5. döntőben              | Kiesett az 5. döntőben    | Kiesett az 5. döntőben     | Kiesett az 5. döntőben |
| 10.     | Udvarias Anna          | 9. 67%                    | 7. 70%                              | 9. 62%                       | 9. 44%                      | Kiesett a 4. döntőben     | Kiesett a 4. döntőben       | Kiesett a 4. döntőben      | Kiesett a 4. döntőben    | Kiesett a 4. döntőben               | Kiesett a 4. döntőben     | Kiesett a 4. döntőben      | Kiesett a 4. döntőben  |
| 11.     | Ádám Krisztián         | 7. 72%                    | 9. 62%                              | 10. 44%                      | Kiesett a 3. döntőben       | Kiesett a 3. döntőben     | Kiesett a 3. döntőben       | Kiesett a 3. döntőben      | Kiesett a 3. döntőben    | Kiesett a 3. döntőben               | Kiesett a 3. döntőben     | Kiesett a 3. döntőben      | Kiesett a 3. döntőben  |
| 12.     | Sárközi Lili és Józsi  | 10. 40%                   | 11. 40%                             | Kiestek a 2. döntőben        | Kiestek a 2. döntőben       | Kiestek a 2. döntőben     | Kiestek a 2. döntőben       | Kiestek a 2. döntőben      | Kiestek a 2. döntőben    | Kiestek a 2. döntőben               | Kiestek a 2. döntőben     | Kiestek a 2. döntőben      | Kiestek a 2. döntőben  |
| 13.     | Heiser Ádám            | 12. 35%                   | Kiesett az 1. döntőben              | Kiesett az 1. döntőben       | Kiesett az 1. döntőben      | Kiesett az 1. döntőben    | Kiesett az 1. döntőben      | Kiesett az 1. döntőben     | Kiesett az 1. döntőben   | Kiesett az 1. döntőben              | Kiesett az 1. döntőben    | Kiesett az 1. döntőben     | Kiesett az 1. döntőben |
|         |                        |                           |                                     |                              |                             |                           |                             |                            |                          |                                     |                           |                            |                        |
| Párbaj  | Párbaj                 | Heiser Ádám (58%)         | Sárközi Lili és Józsi (71%)         | Kovács Gyopár (62%)          | Kovács Gyopár (66%)         | Peter Srámek (86%)        | Nem volt párbaj             | Nem volt párbaj            | Nem volt párbaj          | Nem volt párbaj                     | Nem volt párbaj           | Nem volt párbaj            |                        |
| Párbaj  | Párbaj                 | Szén Alexandra (74%)      | Szén Alexandra (79%)                | Ádám Krisztián (51%)         | Udvarias Anna (60%)         | Palmer Izsák (64%)        | Nem volt párbaj             | Nem volt párbaj            | Nem volt párbaj          | Nem volt párbaj                     | Nem volt párbaj           | Nem volt párbaj            |                        |
| Kiesett | Kiesett                | Heiser Ádám 13. helyezett | Sárközi Lili és Józsi 12. helyezett | Ádám Krisztián 11. helyezett | Udvarias Anna 10. helyezett | Palmer Izsák 9. helyezett | Szén Alexandra 8. helyezett | Kovács Gyopár 7. helyezett | Gondi Helén 6. helyezett | Fehérvári Gábor Alfréd 4. helyezett | Peter Srámek 3. helyezett | Czibi Norbert 2. helyezett |                        |
| Kiesett | Kiesett                | Heiser Ádám 13. helyezett | Sárközi Lili és Józsi 12. helyezett | Ádám Krisztián 11. helyezett | Udvarias Anna 10. helyezett | Palmer Izsák 9. helyezett | Szén Alexandra 8. helyezett | Kovács Gyopár 7. helyezett | Singh Viki 5. helyezett  | Fehérvári Gábor Alfréd 4. helyezett | Peter Srámek 3. helyezett | Czibi Norbert 2. helyezett |                        |

↑ 1: A 3. döntő időpontját a karácsonyi ünnepre tekintettel egy héttel csúsztatták.
A döntők

### 1. döntő (december 14.)
Az első döntőben a küszöbérték 70% volt. A legalább 70%-ot elért versenyzők automatikusan továbbjutottak a következő adásba. Azok az énekesek, akik kevesebb, mint 70%-ot értek el – és így nem emelték fel a falat – a Veszélyzónába kerültek. Az adás során a legkevesebb százalékot elérő versenyzőnek párbajoznia kellett a továbbjutásért egy, az általa választott, Veszélyzónás  énekessel. A műsorból az az előadó esett ki, aki a végső párbajt elvesztette.
- Közös produkció: Man in the Mirror (Michael Jackson)

| #      | Előadó                 | Dal                                    | Eredmény (%) | Zsűri választása | Zsűri választása | Zsűri választása | Zsűri választása | Végeredmény  |
| #      | Előadó                 | Dal                                    | Eredmény (%) | Mező Misi        | Feke Pál         | Pásztor Anna     | KERO             | Végeredmény  |
| ------ | ---------------------- | -------------------------------------- | ------------ | ---------------- | ---------------- | ---------------- | ---------------- | ------------ |
| 1      | Szén Alexandra         | „A legnagyobb hős”                     | 69%          |                  |                  |                  |                  | Párbajozó    |
| 2      | Fehérvári Gábor Alfréd | „You’re Nobody Til Somebody Loves You” | 73%          |                  |                  |                  |                  | Továbbjutott |
| 3      | Peter Srámek           | „Lady Carneval”                        | 83%          |                  |                  |                  |                  | Továbbjutott |
| 4      | Kovács Gyopár          | „Bájoló”                               | 62%          |                  |                  |                  |                  | Veszélyzónás |
| 5      | Singh Viki             | „Hush Hush; Hush Hush”                 | 77%          |                  |                  |                  |                  | Továbbjutott |
| 6      | Heiser Ádám            | „Fly Away”                             | 35%          |                  |                  |                  |                  | Párbajozó    |
| 7      | Udvarias Anna          | „Magányos csónak”                      | 67%          |                  |                  |                  |                  | Veszélyzónás |
| 8      | Ádám Krisztián         | „Kicsi gesztenye”                      | 72%          |                  |                  |                  |                  | Továbbjutott |
| 9      | Czibi Norbert          | „Várj, míg felkel majd a Nap”          | 85%          |                  |                  |                  |                  | Továbbjutott |
| 10     | Palmer Izsák           | „Can’t Take My Eyes Off You”           | 80%          |                  |                  |                  |                  | Továbbjutott |
| 11     | Sárközi Lili és Józsi  | „Csönded vagyok”                       | 40%          |                  |                  |                  |                  | Veszélyzónás |
| 12     | Gondi Helén            | „And I Am Telling You I’m Not Going”   | 84%          |                  |                  |                  |                  | Továbbjutott |
| Párbaj |                        |                                        |              |                  |                  |                  |                  |              |
| 1      | Heiser Ádám            | „(I Can’t Get No) Satisfaction”        | 58%          |                  |                  |                  |                  | Kiesett      |
| 2      | Szén Alexandra         | „Turning Tables”                       | 74%          |                  |                  |                  |                  | Továbbjutott |

### 2. döntő (december 21.)
A második döntőben a küszöbérték szintén 70% volt. A legalább 70%-ot elért versenyzők automatikusan továbbjutottak a következő adásba. Azok az énekesek, akik kevesebb, mint 70%-ot értek el – és így nem emelték fel a falat – a Veszélyzónába kerültek. Az adás során a legkevesebb százalékot elérő versenyzőnek párbajoznia kellett a továbbjutásért egy, az általa választott, Veszélyzónás  énekessel. A műsorból az az előadó esett ki, aki a végső párbajt elvesztette.
| #      | Előadó                 | Dal                                  | Eredmény (%) | Zsűri választása | Zsűri választása | Zsűri választása | Zsűri választása | Végeredmény  |
| #      | Előadó                 | Dal                                  | Eredmény (%) | Mező Misi        | Feke Pál         | Pásztor Anna     | KERO             | Végeredmény  |
| ------ | ---------------------- | ------------------------------------ | ------------ | ---------------- | ---------------- | ---------------- | ---------------- | ------------ |
| 1      | Udvarias Anna          | „Holding Out for a Hero”             | 70%          |                  |                  |                  |                  | Továbbjutott |
| 2      | Singh Viki             | „I’m Every Woman”                    | 89%          |                  |                  |                  |                  | Továbbjutott |
| 3      | Peter Srámek           | „Jégszív”                            | 79%          |                  |                  |                  |                  | Továbbjutott |
| 4      | Kovács Gyopár          | „All About That Bass”                | 43%          |                  |                  |                  |                  | Veszélyzónás |
| 5      | Szén Alexandra         | „Elfelejtett dal”                    | 63%          |                  |                  |                  |                  | Párbajozó    |
| 6      | Palmer Izsák           | „Gimme! Gimme! Gimme!”               | 75%          |                  |                  |                  |                  | Továbbjutott |
| 7      | Ádám Krisztián         | „Nincs semmi másom”                  | 62%          |                  |                  |                  |                  | Veszélyzónás |
| 8      | Gondi Helén            | „All I Want for Christmas Is You”    | 85%          |                  |                  |                  |                  | Továbbjutott |
| 9      | Czibi Norbert          | „Feeling Good”                       | 86%          |                  |                  |                  |                  | Továbbjutott |
| 10     | Sárközi Lili és Józsi  | „Ajándék”                            | 40%          |                  |                  |                  |                  | Párbajozó    |
| 11     | Fehérvári Gábor Alfréd | „Grenade”                            | 85%          |                  |                  |                  |                  | Továbbjutott |
| Párbaj |                        |                                      |              |                  |                  |                  |                  |              |
| 1      | Sárközi Lili és Józsi  | „Stop”                               | 71%          |                  |                  |                  |                  | Kiesett      |
| 2      | Szén Alexandra         | „A Little Party Never Killed Nobody” | 79%          |                  |                  |                  |                  | Továbbjutott |

- Extra produkció: Magna Cum Laude – Te, a hőmérséklet és én

#### A vigaszágas továbbjutó kiválasztása
Mivel a rajongók többségének nem tetszett a párbajadások végeredménye, a zsűri és a műsor készítői úgy döntöttek, hogy a párbajok vesztesei közül egy versenyző vigaszágon visszakerülhet a döntőkbe. A verseny hivatalos weboldalán indított szavazást 2014. december 17-én, szerdán zárták le. A szavazás során közel 40 000 voks érkezett. A leadott nézői szavazatok alapján az első öt helyezett – Abbe Lewis, Fórizs Olivér, Mráz Anita, Orsovai Renáta és Várhegyi Lucas Palmira – újra élő adásban bizonyíthatott.
A vigaszágas továbbjutó kiválasztására a második döntő végén került sor. A versenyzők az internetes szavazás végeredményének megfelelő sorrendben léptek színpadra. Az első énekes fal nélkül énekelt, és felállított egy százalékot. Az utána következő versenyzők fal mögött énekeltek. Ha egy énekes magasabb százalékot ért el, mint az előtte levő, akkor felemelkedett a fal, ezáltal a korábban színpadra lépett énekes kiesett a versenyből. Ha viszont a versenyző kevesebb százalékot ért el, mint az előtte levő, akkor nem emelkedett fel a fal, ez az utóbbi énekes kiesését eredményezte.
Az öt énekes közül a legmagasabb százalékot Várhegyi Lucas Palmira érte el, így ő vigaszágon visszakerült a versenybe.
      –  Vigaszágon továbbjutott versenyző
| # | Előadó                 | Dal             | Eredmény (%) | Zsűri választása | Zsűri választása | Zsűri választása | Zsűri választása |
| # | Előadó                 | Dal             | Eredmény (%) | Mező Misi        | Feke Pál         | Pásztor Anna     | KERO             |
| - | ---------------------- | --------------- | ------------ | ---------------- | ---------------- | ---------------- | ---------------- |
| 1 | Orsovai Renáta         | „Born This Way” | 57%          |                  |                  |                  |                  |
| 2 | Abbe Lewis             | „Parfüm”        | 67%          |                  |                  |                  |                  |
| 3 | Várhegyi Lucas Palmira | „Hallelujah”    | 84%          |                  |                  |                  |                  |
| 4 | Fórizs Olivér          | „Sway”          | 54%          |                  |                  |                  |                  |
| 5 | Mráz Anita             | „Csendes éj”    | 74%          |                  |                  |                  |                  |

### 3. döntő (január 4.)
A harmadik döntőben a küszöbérték szintén 70% volt. A legalább 70%-ot elért versenyzők automatikusan továbbjutottak a következő adásba. Azok az énekesek, akik kevesebb, mint 70%-ot értek el – és így nem emelték fel a falat – a Veszélyzónába kerültek. Az adás során a legkevesebb százalékot elérő versenyzőnek párbajoznia kellett a továbbjutásért egy, az általa választott, Veszélyzónás  énekessel. A műsorból az az előadó esett ki, aki a végső párbajt elvesztette.
| #      | Előadó                 | Dal                           | Eredmény (%) | Zsűri választása | Zsűri választása | Zsűri választása | Zsűri választása | Végeredmény  |
| #      | Előadó                 | Dal                           | Eredmény (%) | Mező Misi        | Feke Pál         | Pásztor Anna     | KERO             | Végeredmény  |
| ------ | ---------------------- | ----------------------------- | ------------ | ---------------- | ---------------- | ---------------- | ---------------- | ------------ |
| 1      | Peter Srámek           | „Wake Me Up Before You Go-Go” | 73%          |                  |                  |                  |                  | Továbbjutott |
| 2      | Fehérvári Gábor Alfréd | „Cheating”                    | 75%          |                  |                  |                  |                  | Továbbjutott |
| 3      | Várhegyi Lucas Palmira | „Kiss from a Rose”            | 79%          |                  |                  |                  |                  | Továbbjutott |
| 4      | Ádám Krisztián         | „Várj!”                       | 44%          |                  |                  |                  |                  | Párbajozó    |
| 5      | Gondi Helén            | „Girl on Fire”                | 81%          |                  |                  |                  |                  | Továbbjutott |
| 6      | Kovács Gyopár          | „Szállok a dallal”            | 43%          |                  |                  |                  |                  | Párbajozó    |
| 7      | Czibi Norbert          | „Relight My Fire”             | 83%          |                  |                  |                  |                  | Továbbjutott |
| 8      | Udvarias Anna          | „New York, New York”          | 62%          |                  |                  |                  |                  | Veszélyzónás |
| 9      | Palmer Izsák           | „Ho Hey”                      | 75%          |                  |                  |                  |                  | Továbbjutott |
| 10     | Szén Alexandra         | „Rise Like a Phoenix”         | 86%          |                  |                  |                  |                  | Továbbjutott |
| 11     | Singh Viki             | „Szerelem miért múlsz?”       | 81%          |                  |                  |                  |                  | Továbbjutott |
| Párbaj |                        |                               |              |                  |                  |                  |                  |              |
| 1      | Kovács Gyopár          | „Titanium”                    | 62%          |                  |                  |                  |                  | Továbbjutott |
| 2      | Ádám Krisztián         | „Majdnem szerelem volt”       | 51%          |                  |                  |                  |                  | Kiesett      |

### 4. döntő (január 11.)
A negyedik döntőben az erőpróba-rendszert alkalmazták. A 10 döntős párokba rendeződve, egymással küzdött meg a továbbjutásért. A párokból a magasabb százalékot elérő énekesek automatikusan továbbjutottak a következő adásba, míg az alacsonyabb százalékot elérő énekesek a Veszélyzónába kerültek. Az adás során a legkevesebb százalékot elérő versenyzőnek párbajoznia kellett a továbbjutásért egy, az általa választott, Veszélyzónás énekessel. A műsorból az az előadó esett ki, aki a végső párbajt elvesztette.
| #      | Előadó                 | Dal                                | Eredmény (%) | Zsűri választása | Zsűri választása | Zsűri választása | Zsűri választása | Végeredmény  |
| #      | Előadó                 | Dal                                | Eredmény (%) | Mező Misi        | Feke Pál         | Pásztor Anna     | KERO             | Végeredmény  |
| ------ | ---------------------- | ---------------------------------- | ------------ | ---------------- | ---------------- | ---------------- | ---------------- | ------------ |
| 1      | Udvarias Anna          | „Mamma Mia”                        | 44%          |                  |                  |                  |                  | Párbajozó    |
| 1      | Szén Alexandra         | „Wrecking Ball”                    | 48%          |                  |                  |                  |                  | Továbbjutott |
| 2      | Czibi Norbert          | „Skyfall”                          | 78%          |                  |                  |                  |                  | Továbbjutott |
| 2      | Fehérvári Gábor Alfréd | „Szerelem”                         | 55%          |                  |                  |                  |                  | Veszélyzónás |
| 3      | Gondi Helén            | „Single Ladies (Put a Ring on It)” | 78%          |                  |                  |                  |                  | Továbbjutott |
| 3      | Singh Viki             | „All By Myself”                    | 76%          |                  |                  |                  |                  | Veszélyzónás |
| 4      | Kovács Gyopár          | „Van az a pillanat”                | 40%          |                  |                  |                  |                  | Párbajozó    |
| 4      | Várhegyi Lucas Palmira | „Read All About It, Pt. III”       | 86%          |                  |                  |                  |                  | Továbbjutott |
| 5      | Palmer Izsák           | „Let’s Get Retarded”               | 55%          |                  |                  |                  |                  | Veszélyzónás |
| 5      | Peter Srámek           | „Kislány a zongoránál”             | 68%          |                  |                  |                  |                  | Továbbjutott |
| Párbaj |                        |                                    |              |                  |                  |                  |                  |              |
| 1      | Kovács Gyopár          | „Make You Feel My Love”            | 66%          |                  |                  |                  |                  | Továbbjutott |
| 2      | Udvarias Anna          | „It Must Have Been Love”           | 60%          |                  |                  |                  |                  | Kiesett      |

### 5. döntő (január 18.)
Az ötödik döntőben a küszöbérték már 75% volt. A legalább 75%-ot elért versenyzők automatikusan továbbjutottak a következő adásba. Azok az énekesek, akik kevesebb, mint 75%-ot értek el – és így nem emelték fel a falat – a Veszélyzónába kerültek. Az adás során a legkevesebb százalékot elérő versenyzőnek párbajoznia kellett a továbbjutásért egy, az általa választott, Veszélyzónás  énekessel. A műsorból az az előadó esett ki, aki a végső párbajt elvesztette.
- Közös produkció: When I Find Love Again (James Blunt)

| #      | Előadó                 | Dal                             | Eredmény (%) | Zsűri választása | Zsűri választása | Zsűri választása | Zsűri választása | Végeredmény  |
| #      | Előadó                 | Dal                             | Eredmény (%) | Mező Misi        | Feke Pál         | Pásztor Anna     | KERO             | Végeredmény  |
| ------ | ---------------------- | ------------------------------- | ------------ | ---------------- | ---------------- | ---------------- | ---------------- | ------------ |
| 1      | Gondi Helén            | „Respect”                       | 70%          |                  |                  |                  |                  | Veszélyzónás |
| 2      | Peter Srámek           | „Time to Say Goodbye”           | 54%          |                  |                  |                  |                  | Párbajozó    |
| 3      | Kovács Gyopár          | „Valahol egy lány”              | 64%          |                  |                  |                  |                  | Veszélyzónás |
| 4      | Palmer Izsák           | „Let Me Entertain You”          | 60%          |                  |                  |                  |                  | Párbajozó    |
| 5      | Várhegyi Lucas Palmira | „Vigyázz a madárra”             | 84%          |                  |                  |                  |                  | Továbbjutott |
| 6      | Czibi Norbert          | „Hey Jude”                      | 81%          |                  |                  |                  |                  | Továbbjutott |
| 7      | Szén Alexandra         | „Nem vagyok tökéletes”          | 79%          |                  |                  |                  |                  | Továbbjutott |
| 8      | Fehérvári Gábor Alfréd | „Impossible”                    | 83%          |                  |                  |                  |                  | Továbbjutott |
| 9      | Singh Viki             | „Euphoria”                      | 72%          |                  |                  |                  |                  | Veszélyzónás |
| Párbaj |                        |                                 |              |                  |                  |                  |                  |              |
| 1      | Peter Srámek           | „Can You Feel the Love Tonight” | 86%          |                  |                  |                  |                  | Továbbjutott |
| 2      | Palmer Izsák           | „Radio Ga Ga”                   | 64%          |                  |                  |                  |                  | Kiesett      |

### 6. döntő (január 25.)
A hatodik döntőben ismételten az erőpróba-rendszert alkalmazták. A 8 döntős párokba rendeződve, egymással küzdött meg a továbbjutásért. A párbajok szereplőit az ezt megelőző döntő végén sorolták ki a zsűritagok. A párokból a magasabb százalékot elérő énekesek automatikusan továbbjutottak a következő adásba, míg az alacsonyabb százalékot elérő énekesek a Veszélyzónába kerültek. A korábbi szabályokkal ellentétben, az összes Veszélyzónába került versenyzőnek újra meg kellett mérettetnie magát az adás végén, egy második dallal. A műsorból az az előadó esett ki, aki a második kör során a legalacsonyabb százalékot érte el.
| #                                                    | Előadó                 | Dal                                      | Eredmény (%) | Zsűri választása | Zsűri választása | Zsűri választása | Zsűri választása | Végeredmény  |
| #                                                    | Előadó                 | Dal                                      | Eredmény (%) | Mező Misi        | Feke Pál         | Pásztor Anna     | KERO             | Végeredmény  |
| ---------------------------------------------------- | ---------------------- | ---------------------------------------- | ------------ | ---------------- | ---------------- | ---------------- | ---------------- | ------------ |
| 1                                                    | Singh Viki             | „Proud Mary”                             | 77%          |                  |                  |                  |                  | Továbbjutott |
| 1                                                    | Fehérvári Gábor Alfréd | „A fénybe nézz”                          | 63%          |                  |                  |                  |                  | Veszélyzónás |
| 2                                                    | Gondi Helén            | „Akad, amit nem gyógyít meg az idő sem”  | 73%          |                  |                  |                  |                  | Továbbjutott |
| 2                                                    | Szén Alexandra         | „Try”                                    | 44%          |                  |                  |                  |                  | Veszélyzónás |
| 3                                                    | Kovács Gyopár          | „Diamonds”                               | 57%          |                  |                  |                  |                  | Veszélyzónás |
| 3                                                    | Czibi Norbert          | „Your Song”                              | 79%          |                  |                  |                  |                  | Továbbjutott |
| 4                                                    | Várhegyi Lucas Palmira | „Ain’t No Mountain High Enough”          | 75%          |                  |                  |                  |                  | Veszélyzónás |
| 4                                                    | Peter Srámek           | „Nothing’s Gonna Change My Love for You” | 78%          |                  |                  |                  |                  | Továbbjutott |
| A Veszélyzónába került versenyzők második produkciói |                        |                                          |              |                  |                  |                  |                  |              |
| 1                                                    | Szén Alexandra         | „Hajnal”                                 | 49%          |                  |                  |                  |                  | Kiesett      |
| 2                                                    | Fehérvári Gábor Alfréd | „Counting Stars”                         | 81%          |                  |                  |                  |                  | Továbbjutott |
| 3                                                    | Kovács Gyopár          | „Crazy”                                  | 57%          |                  |                  |                  |                  | Továbbjutott |
| 4                                                    | Várhegyi Lucas Palmira | „Smooth Operator”                        | 86%          |                  |                  |                  |                  | Továbbjutott |

### 7. döntő (február 1.)
A hetedik döntő első felében a versenyzők fal és küszöbszázalék nélkül énekeltek. A kapott százalékok alapján az első két helyezett automatikusan továbbjutott a következő adásba, az alacsonyabb százalékot elérő öt versenyző pedig a Veszélyzónába került. Az adás második felében az összes Veszélyzónába került versenyzőnek újra meg kellett mérettetnie magát egy második dallal. A műsorból az az előadó esett ki, aki a második kör során a legalacsonyabb százalékot érte el.
| #                                                    | Előadó                                     | Dal                       | Eredmény (%) | Zsűri választása | Zsűri választása | Zsűri választása | Zsűri választása | Végeredmény  |
| #                                                    | Előadó                                     | Dal                       | Eredmény (%) | Mező Misi        | Feke Pál         | Pásztor Anna     | KERO             | Végeredmény  |
| ---------------------------------------------------- | ------------------------------------------ | ------------------------- | ------------ | ---------------- | ---------------- | ---------------- | ---------------- | ------------ |
| 1                                                    | Gondi Helén és Takács Nikolas              | „Rád hangoltam”           | 66%          |                  |                  |                  |                  | Veszélyzónás |
| 2                                                    | Fehérvári Gábor Alfréd és Keresztes Ildikó | „Nem a miénk az ég”       | 70%          |                  |                  |                  |                  | Veszélyzónás |
| 3                                                    | Kovács Gyopár és Dér Heni                  | „Ég veled”                | 40%          |                  |                  |                  |                  | Veszélyzónás |
| 4                                                    | Czibi Norbert és Tóth Vera                 | „Nem kell valaki másé”    | 78%          |                  |                  |                  |                  | Veszélyzónás |
| 5                                                    | Várhegyi Lucas Palmira és Király Viktor    | „Solo”                    | 81%          |                  |                  |                  |                  | Továbbjutott |
| 6                                                    | Peter Srámek és Csepregi Éva               | „Holnap hajnalig”         | 78%          |                  |                  |                  |                  | Veszélyzónás |
| 7                                                    | Singh Viki és Kasza Tibor                  | „The Prayer”              | 79%          |                  |                  |                  |                  | Továbbjutott |
| A Veszélyzónába került versenyzők második produkciói |                                            |                           |              |                  |                  |                  |                  |              |
| 1                                                    | Fehérvári Gábor Alfréd                     | „All Summer Long”         | 77%          |                  |                  |                  |                  | Továbbjutott |
| 2                                                    | Gondi Helén                                | „Úgy fáj”                 | 72%          |                  |                  |                  |                  | Továbbjutott |
| 3                                                    | Kovács Gyopár                              | „Skinny Love”             | 52%          |                  |                  |                  |                  | Kiesett      |
| 4                                                    | Peter Srámek                               | „Never Gonna Give You Up” | 73%          |                  |                  |                  |                  | Továbbjutott |
| 5                                                    | Czibi Norbert                              | „Homok a szélben”         | 82%          |                  |                  |                  |                  | Továbbjutott |

### Elődöntő (február 8.)
Az elődöntő első részében minden versenyző fal és küszöbszázalék nélkül énekelt. Az a versenyző, aki az első körben a legmagasabb százalékot érte el, automatikusan továbbjutott a döntőbe. Az a versenyző viszont, aki a legalacsonyabb százalékot érte el, automatikusan kiesett a versenyből. A fennmaradó négy versenyző a Veszélyzónába került. Az adás második felében az összes Veszélyzónába került versenyzőnek újra meg kellett mérettetnie magát egy második dallal. A műsorból az az előadó esett ki, aki a második kör során a legalacsonyabb százalékot érte el.
- Közös produkció: The Days (Avicii feat. Robbie Williams)

| #                                                    | Előadó                 | Dal                               | Eredmény (%) | Zsűri választása | Zsűri választása | Zsűri választása | Zsűri választása | Végeredmény  |
| #                                                    | Előadó                 | Dal                               | Eredmény (%) | Mező Misi        | Feke Pál         | Pásztor Anna     | KERO             | Végeredmény  |
| ---------------------------------------------------- | ---------------------- | --------------------------------- | ------------ | ---------------- | ---------------- | ---------------- | ---------------- | ------------ |
| 1                                                    | Peter Srámek           | „Ding Dong”                       | 58%          |                  |                  |                  |                  | Veszélyzónás |
| 2                                                    | Czibi Norbert          | „House of the Rising Sun”         | 74%          |                  |                  |                  |                  | Veszélyzónás |
| 3                                                    | Gondi Helén            | „Bang Bang”                       | 43%          |                  |                  |                  |                  | Kiesett      |
| 4                                                    | Fehérvári Gábor Alfréd | „Sex on Fire”                     | 72%          |                  |                  |                  |                  | Veszélyzónás |
| 5                                                    | Singh Viki             | „Szomorú vasárnap”                | 70%          |                  |                  |                  |                  | Veszélyzónás |
| 6                                                    | Várhegyi Lucas Palmira | „Survivor/I Will Survive”         | 79%          |                  |                  |                  |                  | Továbbjutott |
| A Veszélyzónába került versenyzők második produkciói |                        |                                   |              |                  |                  |                  |                  |              |
| 1                                                    | Peter Srámek           | „Kicsi gyere velem rózsát szedni” | 73%          |                  |                  |                  |                  | Továbbjutott |
| 2                                                    | Czibi Norbert          | „Fényév távolság”                 | 72%          |                  |                  |                  |                  | Továbbjutott |
| 3                                                    | Fehérvári Gábor Alfréd | „Neked írom a dalt”               | 69%          |                  |                  |                  |                  | Továbbjutott |
| 4                                                    | Singh Viki             | „Ain’t Nobody”                    | 60%          |                  |                  |                  |                  | Kiesett      |

### Döntő (február 15.)
- Közös produkció: Láss csodát!
- Extra produkció: Majka, Curtis – Kínálj meg!

| Előadó                 | # | Első dal              | %   | # | Második dal                         | %   | # | Harmadik dal     | %      | Helyezés     |
| ---------------------- | - | --------------------- | --- | - | ----------------------------------- | --- | - | ---------------- | ------ | ------------ |
| Várhegyi Lucas Palmira | 1 | „Price Tag”           | 53% | 6 | „Silence”                           | 56% | 8 | „Hazám”          | 52,51% | Győztes      |
| Czibi Norbert          | 4 | „Törj ki a csendből!” | 53% | 7 | „Úgy szeretném meghálálni”          | 54% | 9 | „Hangokba zárva” | 52,15% | 2. helyezett |
| Peter Srámek           | 2 | „Ai, se eu te pego!”  | 50% | 5 | „(Everything I Do) I Do It for You” | 53% |   |                  |        | 3. helyezett |
| Fehérvári Gábor Alfréd | 3 | „Seven Nation Army”   | 49% |   |                                     |     |   |                  |        | 4. helyezett |

Az évadot Várhegyi Lucas Palmira nyerte. A műsor végén a győztes előadta a Hamu és gyémánt című dalt.

## Hivatalos album
A Rising Star – TOP 13 a döntőkbe bejutott 13 előadó első saját dalainak illetve a döntők során előadott legjobb dalok válogatáslemeze, melyet a TV2 jelentetett meg 2015. február 15-én.
| 1.    | Mary Joe               | Fehérvári Gábor Alfréd | 3:40 |
| 2.    | Szabadon               | Singh Viki             | 3:32 |
| 3.    | Revolution             | Gondi Helén            | 3:37 |
| 4.    | Rohannék               | Czibi Norbert          | 3:31 |
| 5.    | Szállni Szeretnék      | Várhegyi Lucas Palmira | 3:23 |
| 6.    | Call It Destiny        | Kovács Gyopár          | 3:28 |
| 7.    | Álom Állomás           | Ádám Krisztián         | 3:15 |
| 8.    | Jó Lenni               | Heiser Ádám            | 3:18 |
| 9.    | Én Őrzöm Már           | Peter Srámek           | 3:45 |
| 10.   | Blame Me               | Palmer Izsák           | 3:20 |
| 11.   | Késő Vallomás          | Szén Alexandra         | 3:54 |
| 12.   | Láss Csodát!           | TOP 13                 | 3:40 |
| 13.   | Holding out for a Hero | Udvarias Anna          | 2:30 |
| 14.   | Stop (Bonus Track)     | Sárközi Lili és Józsi  | 2:32 |
| 23:25 |                        |                        |      |

## Nézettség
A +4-es adatok a teljes lakosságra, a 18–59-es adatok a célközönségre vonatkoznak. A nézettség csak a TV2 által főműsoridőben sugárzott adások adatait mutatja.
| Epizód | Epizód          | Vetítés            | Teljes lakosság (+4) | Teljes lakosság (+4) | Teljes lakosság (+4) | Célközönség (18–59) | Célközönség (18–59) | Célközönség (18–59) | Forrás |
| Epizód | Epizód          | Vetítés            | AMR (fő)             | SHR (%)              | Heti helyezés        | AMR (fő)            | SHR (%)             | Heti helyezés       | Forrás |
| ------ | --------------- | ------------------ | -------------------- | -------------------- | -------------------- | ------------------- | ------------------- | ------------------- | ------ |
| 1      | Zsűriszoba I.   | 2014. október 26.  | 1 144 314            | 30,6                 | 7.                   | 660 186             | 28,1                | 6.                  | [ 21 ] |
| 2      | Zsűriszoba II.  | 2014. november 2.  | 1 150 185            | 22,8                 | 5.                   | 630 794             | 22,1                | 3.                  | [ 22 ] |
| 3      | 1. meghallgatás | 2014. november 9.  | 1 152 714            | 23,2                 | 4.                   | 652 529             | 22,8                | 3.                  | [ 23 ] |
| 4      | 2. meghallgatás | 2014. november 16. | 1 166 926            | 23,1                 | 4.                   | 619 578             | 21,1                | 5.                  | [ 24 ] |
| 5      | 3. meghallgatás | 2014. november 23. | 1 434 081            | 28,5                 | 1.                   | 768 829             | 26,3                | 1.                  | [ 25 ] |
| 6      | 1. párbaj       | 2014. november 30. | 1 208 577            | 23,9                 | 3.                   | 621 871             | 21,2                | 3.                  | [ 26 ] |
| 7      | 2. párbaj       | 2014. december 7.  | 1 339 627            | 26,3                 | 1.                   | 693 397             | 23,9                | 1.                  | [ 27 ] |
| 8      | 1. döntő        | 2014. december 14. | 1 297 201            | 26,4                 | 1.                   | 687 972             | 24,6                | 1.                  | [ 28 ] |
| 9      | 2. döntő        | 2014. december 21. | 757 884              | 16,0                 | 9.                   | 460 940             | 17,0                | 7.                  | [ 29 ] |
| 10     | 3. döntő        | 2015. január 4.    | 1 159 160            | 22,9                 | 4.                   | 602 173             | 20,3                | 4.                  | [ 30 ] |
| 11     | 4. döntő        | 2015. január 11.   | 1 201 182            | 24,3                 | 3.                   | 601 272             | 20,9                | 3.                  | [ 31 ] |
| 12     | 5. döntő        | 2015. január 18.   | 1 194 965            | 24,0                 | 2.                   | 609 091             | 21,5                | 4.                  | [ 32 ] |
| 13     | 6. döntő        | 2015. január 25.   | 1 320 017            | 26,0                 | 1.                   | 677 247             | 22,6                | 1.                  | [ 33 ] |
| 14     | 7. döntő        | 2015. február 1.   | 1 348 051            | 26,6                 | 1.                   | 710 822             | 24,2                | 1.                  | [ 34 ] |
| 15     | Elődöntő        | 2015. február 8.   | 1 481 200            | 28,9                 | 1.                   | 748 181             | 25,5                | 1.                  | [ 35 ] |
| 16     | Döntő           | 2015. február 15.  | 1 539 144            | 31,3                 | 1.                   | 815 822             | 28,9                | 1.                  | [ 36 ] |

Az adásokat egy héttel később, vasárnap délután a Super TV2 megismételte.